# Saint-Rémy-des-Landes
Saint-Rémy-des-Landes és un municipi francès situat al departament de la Manche i a la regió de Normandia. L'any 2007 tenia 215 habitants.

## Demografia

### Població
El 2007 la població de fet de Saint-Rémy-des-Landes era de 215 persones. Hi havia 109 famílies de les quals 38 eren unipersonals (21 homes vivint sols i 17 dones vivint soles), 46 parelles sense fills i 25 parelles amb fills.
La població ha evolucionat segons el següent gràfic:
Habitants censats

### Habitatges
El 2007 hi havia 206 habitatges, 111 eren l'habitatge principal de la família i 95 eren segones residències. Tots els 194 habitatges eren cases. Dels 111 habitatges principals, 98 estaven ocupats pels seus propietaris, 5 estaven llogats i ocupats pels llogaters i 7 estaven cedits a títol gratuït; 10 tenien dues cambres, 15 en tenien tres, 34 en tenien quatre i 51 en tenien cinc o més. 84 habitatges disposaven pel capbaix d'una plaça de pàrquing. A 57 habitatges hi havia un automòbil i a 44 n'hi havia dos o més.

### Piràmide de població
La piràmide de població per edats i sexe el 2009 era:
| Homes | Edats   | Dones |
| ----- | ------- | ----- |
| 0     | 95 o +  | 0     |
| 0     | 90 a 94 | 0     |
| 0     | 85 a 89 | 0     |
| 4     | 80 a 84 | 4     |
| 0     | 75 a 79 | 12    |
| 12    | 70 a 74 | 12    |
| 16    | 65 a 69 | 4     |
| 16    | 60 a 64 | 12    |
| 8     | 55 a 59 | 16    |
| 16    | 50 a 54 | 8     |
| 4     | 45 a 49 | 8     |
| 0     | 40 a 44 | 0     |
| 0     | 35 a 39 | 4     |
| 8     | 30 a 34 | 4     |
| 0     | 25 a 29 | 8     |
| 4     | 20 a 24 | 0     |
| 8     | 15 a 19 | 12    |
| 4     | 10 a 14 | 0     |
| 0     | 5 a 9   | 0     |
| 8     | 0 a 4   | 0     |

## Economia
El 2007 la població en edat de treballar era de 124 persones, 75 eren actives i 49 eren inactives. De les 75 persones actives 70 estaven ocupades (46 homes i 24 dones) i 5 estaven aturades (2 homes i 3 dones). De les 49 persones inactives 33 estaven jubilades, 5 estaven estudiant i 11 estaven classificades com a «altres inactius».

### Ingressos
El 2009 a Saint-Rémy-des-Landes hi havia 105 unitats fiscals que integraven 209 persones, la mediana anual d'ingressos fiscals per persona era de 17.444 €.

### Activitats econòmiques
Dels 4 establiments que hi havia el 2007, 1 era d'una empresa de fabricació d'altres productes industrials, 2 d'empreses de construcció i 1 d'una empresa de comerç i reparació d'automòbils.
L'únic servei als particulars que hi havia el 2009 era un electricista.
L'any 2000 a Saint-Rémy-des-Landes hi havia 17 explotacions agrícoles que ocupaven un total de 670 hectàrees.

## Poblacions més properes
El següent diagrama mostra les poblacions més properes.